# هال هاتفيلد
هال هاتفيلد (بالإنجليزية: Hal Hatfield)‏ هو لاعب كرة قدم أمريكية ولاعب كرة قدم كندية أمريكي، ولد في 21 يوليو 1927 في هيرموسا بيتش في الولايات المتحدة.

## وصلات خارجية
- هال هاتفيلد على موقع JustSportsStats.com (الإنجليزية)